# Abdon und Sennen

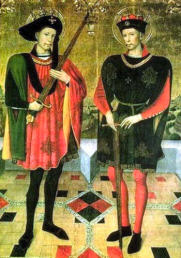
Jaume Huguet – Abdon und Sennen (um 1460)

Abdon und Sennen († um 250 n. Chr.) waren zwei persische Märtyrer unter Kaiser Decius (reg. 249–251). Ihr Festtag ist der 30. Juli.

## Leben
Abdon und Sennen waren nach legendären Märtyrerakten vornehme Perser (subreguli = Unterkönige, d. h. höhere Adelige), die wegen der Bestattung von Märtyrern während der Christenverfolgung unter Kaiser Decius (reg. 249–251) gefesselt nach Rom gebracht wurden. Man unterwarf sie verschiedenen Foltern, um sie vom Christentum abzubringen, doch sie blieben ihrem Glauben treu und wurden schließlich von Gladiatoren im Amphitheater mit einem Schwert enthauptet. Ihre Leichname sollen von einem Subdiakon Quirinus heimlich in seinem Haus begraben und während der Regierung Kaiser Konstantins des Großen in das Coemeterium des Pontianus bei Rom überführt worden sein. Dort wurden sie schon mindestens seit dem 4. Jahrhundert verehrt (Erwähnung ihrer Bestattung bereits beim Chronographen von 354). Deshalb ist davon auszugehen, dass sie tatsächlich Märtyrer waren, doch sind die Details ihrer Leidensgeschichte unhistorisch.

## Verehrung

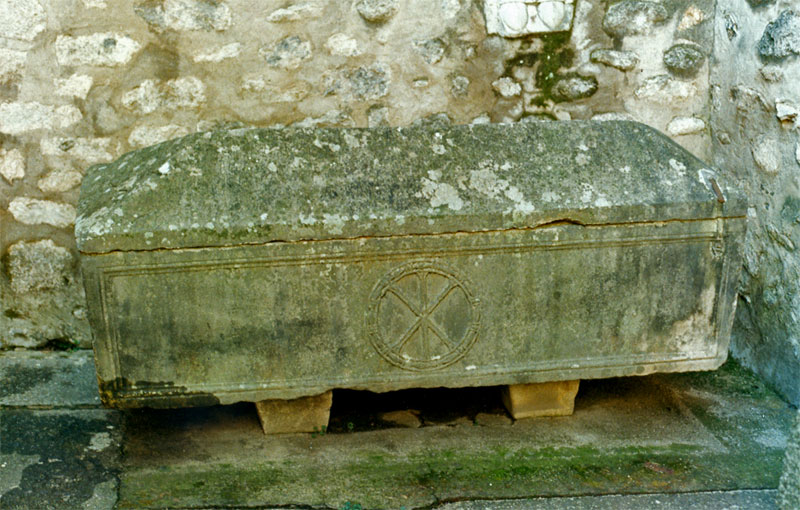
Angeblicher Sarkophag der Heiligen in Arles-sur-Tech

Eine über dem Grab der Heiligen in der Pontianuskatakombe errichtete Basilika wurde ihnen geweiht. Die beiden Päpste Hadrian I. (772–795) und Nikolaus I. (858–867) ließen den Bau renovieren. Ein Teil ihrer Reliquien wurde in das Benediktinerkloster zu Arles-sur-Tech in der Diözese Perpignan (Frankreich) überführt; die diesbezüglichen Berichte stammen aber erst aus dem 10. Jahrhundert.
Insgesamt gibt es in ganz Europa nur etwa 20 Kirchen mit ihrem Patrozinium. Im deutschen Sprachraum trägt die ehemalige Klosterkirche in Ringelheim ihr Patronat. Weiterhin ist das Doppelpatronat der Dorfkirche Frankfurt-Bornheims bekannt, der heutigen evangelischen Johanniskirche.
Der Festtag von Abdon und Sennen in der katholischen Kirche ist der 30. Juli. Sie gelten als Patrone der Kinder und Gärtner sowie der Diözese Perpignan.

## Darstellung
Das Grab der Heiligen in der Pontianuskatakombe wurde im 5. oder 6. Jahrhundert mit einem noch erhaltenen Freskogemälde ausgestattet, auf dem sie, die Kronen von Jesus erhaltend, in orientalischer Tracht abgebildet sind. Mittelalterliche Darstellungen der Heiligen sind nicht bekannt. Erste neuzeitliche Bilder finden sich erst um die Mitte des 15. Jahrhunderts; dort erscheinen sie mit phrygischer Mütze, Krone und Schwert.

## Einzelbelege
1. ↑  Acta sanctorum, Juli, Bd. 7, S. 137 f.
2. ↑  Vgl. Bauwerk und Geschichte (PDF; 217 kB)
3. ↑  Johanniskirche auf www.johanniskantorei-bornheim.de
4. ↑  Joseph Wilpert: Die Malereien der Katakomben Roms. Herder, 1903, Tafel 258